# Leopardo da Anatólia
O leopardo da Anatólia (Panthera pardus tulliana) é uma subespécie de leopardo, muito próxima da extinção, que habita a região da Anatólia, na Turquia.

## Distribuição e habitat
O leopardo da Anatólia foi descrito pela primeira vez, com base em um único espécime no extremo oeste da Ásia Menor, perto de Izmir, na Turquia. No leste da Turquia, verifica-se uma convergência entre a sua gama e a gama de leopardos caucasianos. Esta espécie de leopardos chegou a rondar os habitats florestais do Egeu, Mediterrâneo e as regiões do leste da Anatólia. Durante os levantamentos realizados entre 1993 e 2002, zoólogos descobriram evidências de leopardos na floresta superior e zonas alpinas das orientais Montanhas Pontic, onde a população humana é baixa. Nesta área, as suas presas selvagens consistem em ungulados, incluindo cervos, camurças, cabras selvagens, javalis, etc.
Dados com base em entrevistas e na população local, sugerem que as populações de leopardo sobrevivem no leste  e em partes do oeste da Lícia. Desconhece-se se os leopardos ainda existem em estado selvagem na Anatólia e pensa-se que o seu declínio se deva a caças intensivas, por parte dos caçadores, que poderá ter provocado a extinção desta mesma espécie. Um caçador chamado Mantolu Hasan matou pelo menos 15 leopardos entre 1930 e 1950.

## Pesquisa e avistamentos
O último avistamento oficial do leopardo da Anatólia foi em 1974. O animal foi morto após um ataque a uma mulher na aldeia Bağözü, a 5 km de Beypazari. Alguns cientistas pensam que a subespécie foi extinta, enquanto outros relataram que 13 a 15 indivíduos ainda permanecem em estado selvagem. Em 2001, um exemplar foi descoberto numa localidade chamada Dandi, perto da cidade de Mut, nas Montanhas Taurus, na Região mediterrânica da Turquia, e outra em torno Muskili Brook, no Mar Negro. Em 2002, uma equipa de salvamento Big Cat Rescue começou uma expedição de inventário, a uma altitude de cerca de 2000 m. A expedição foi iniciada após o fotógrafo Cemal Gulas levar à equipa uma fotografia de uma pata, que parecia ser de um leopardo. Durante a expedição, os membros da equipa avistaram um leopardo e conseguiram tirar uma foto, confirmando a existência de leopardos na Anatólia.
Em 2003, foi capturado um leopardo macho adulto no Parque Nacional Vashlovani, na Geórgia. Esta espécie é mais provável que um leopardo branco. Outro avistamento foi relatado em 2004, em Pokut Planalto.
Atualmente, a Anatolian Leopard Fundation está a estudar a população do animal no Monte Taurus usando armadilhas fotográficas.

## Leituras adicionais
- Khorozyan, I. (2008). "Panthera pardus ssp. saxicolor". IUCN Red List of Threatened Species. Version 2011.1. International Union for Conservation of Nature. http://www.iucnredlist.org/apps/redlist/details/15961.
- Valenciennes, M.A. (1856) Sur une nouvelle espèce de panthère tuée Comptes rendus. Académie des Sciences Paris. XLII: 1035–1039
- Khorozyan, I. G., Gennady, F., Baryshnikov, G. F. and Abramov, A. V. (2006) Taxonomic status of the leopard, Panthera pardus (Carnivora, Felidae) in the Caucasus and adjacent areas. Russian Journal of Theriology 5(1): 41–52